# Nama prostratum
Nama prostratum är en strävbladig växtart som beskrevs av August Brand. Nama prostratum ingår i släktet Nama och familjen strävbladiga växter. Inga underarter finns listade i Catalogue of Life.